# Scopula hypochra
Scopula hypochra là một loài bướm đêm trong họ Geometridae.